# Деміс Ніколаїдіс
Фемістокліс (Деміс) Ніколаїдіс (грец. Θεμιστοκλής "Ντέμης" Νικολαΐδης; нар. 17 вересня 1973, Гіссен) — грецький футболіст, що грав на позиції нападника. По завершенні ігрової кар'єри з 2004 по 2008 рік був президентом афінського АЕКа.
Виступав за грецькі клуби «Аполлон Смірніс» та АЕК, ставши разом з «візантійцями» триразовим володарем Кубка Греції та володарем Суперкубка Греції. Крім того, виступав за іспанське «Атлетіко» та національну збірну Греції. У складі збірної — чемпіон Європи.

## Клубна кар'єра
Народився 17 вересня 1973 року в німецькому місті Гіссен, але дитинство провів в грецькому Александруполісі, де і почав грати в футбол. Після сезону в місцевому аматорському клубі «Етнікос», влітку 1993 року він перейшов у професійний клуб «Аполлон Смірніс» з Афін, в якому провів три сезони, взявши участь у 80 матчах чемпіонату. 1995 року був визнаний найкращим молодим гравцем Греції.
Грою за цей клуб Ніколаїдіс заслужив інтерес «Панатінаїкоса» і «Олімпіакоса», але гравець влітку 1996 року перейшов в улюблений клуб свого дитинства АЕК. В АЕКу Ніколаїдіс провів сім сезонів своєї ігрової кар'єри й став його капітаном, але так і не виграв титулу чемпіона Греції, стабільно займаючи 2 або 3 місце в чемпіонаті. Незважаючи на це 1999 року Ніколаїдіс став найкращим бомбардиром чемпіонату Греції з 22 голами. У 2002 році отримав премію Fair Play за те, що зізнався судді, що забив гол рукою у фіналі Кубка Греції в травні 2000 року, крім того тричі (1997, 1998, 2002) визнавався найкращим гравцем Греції за версією PSAP.
У 2003 році через банкрутство АЕКа був змушений покинути клуб і перейшов в мадридський «Атлетіко». Завершив професійну ігрову кар'єру у клубі «Атлетіко», за команду якого виступав протягом сезону 2003—2004 років.

## Виступи за збірну
1995 року дебютував в офіційних матчах у складі національної збірної Греції.
У складі збірної був учасником чемпіонату Європи 2004 року у Португалії, здобувши того року титул континентального чемпіона. На турнірі зіграв в чотирьох матчах. По закінченні Євро оголосив про завершення кар'єри.
Протягом кар'єри у національній команді, яка тривала 10 років, провів у формі головної команди країни 54 матчі, забивши 17 голів.

## Подальше життя
У 2004 році викупив АЕК, якому загрожував виліт в четвертий дивізіон через борги і корупцію, і став його президентом. За чотири роки клуб зміг позбутися боргів і повернутися в еліту грецького футболу. У листопаді 2008 року Ніколаїдіс пішов у відставку, оскільки вважав, що не виконав свою мету.

## Особисте життя
Ніколаїдіс одружений з грецькою співачкою Деспіною Ванді, яка також народилась в Німеччині, але проживає у Греції. У них є дочка Меліна (2004), і син Георгіос (2007).

## Титули і досягнення
| - Володар Суперкубка Греції (1): АЕК: 1996 - Володар Кубка Греції (3): АЕК: 1996-97, 1999–2000, 2001-02 - Чемпіон Європи (1): Греція: 2004 | - Найкращий молодий футболіст Греції: 1995 - Найкращим футболіст Греції за версією PSAP: 1997, 1998, 2002 - Найкращий бомбардир чемпіонату Греції: 1998-99 (22 голи) - Найкращий бомбардир кубка Греції: 1994-95, 1999–2000 - Найкращий бомбардир Кубка УЄФА: 2000-01 (6 голів) - Премія Fair Play: 2002 |